# Route 140 (Nouveau-Brunswick)
Pour les articles homonymes, voir Route 140.
La route 140 est une courte route secondaire du Nouveau-Brunswick, située dans le sud-est de la province, dans la région de Shédiac. La route 140 est la plus courte route numérotée de la province, ne parcourant que 2,3 km (1,43 mi).

## Description du tracé

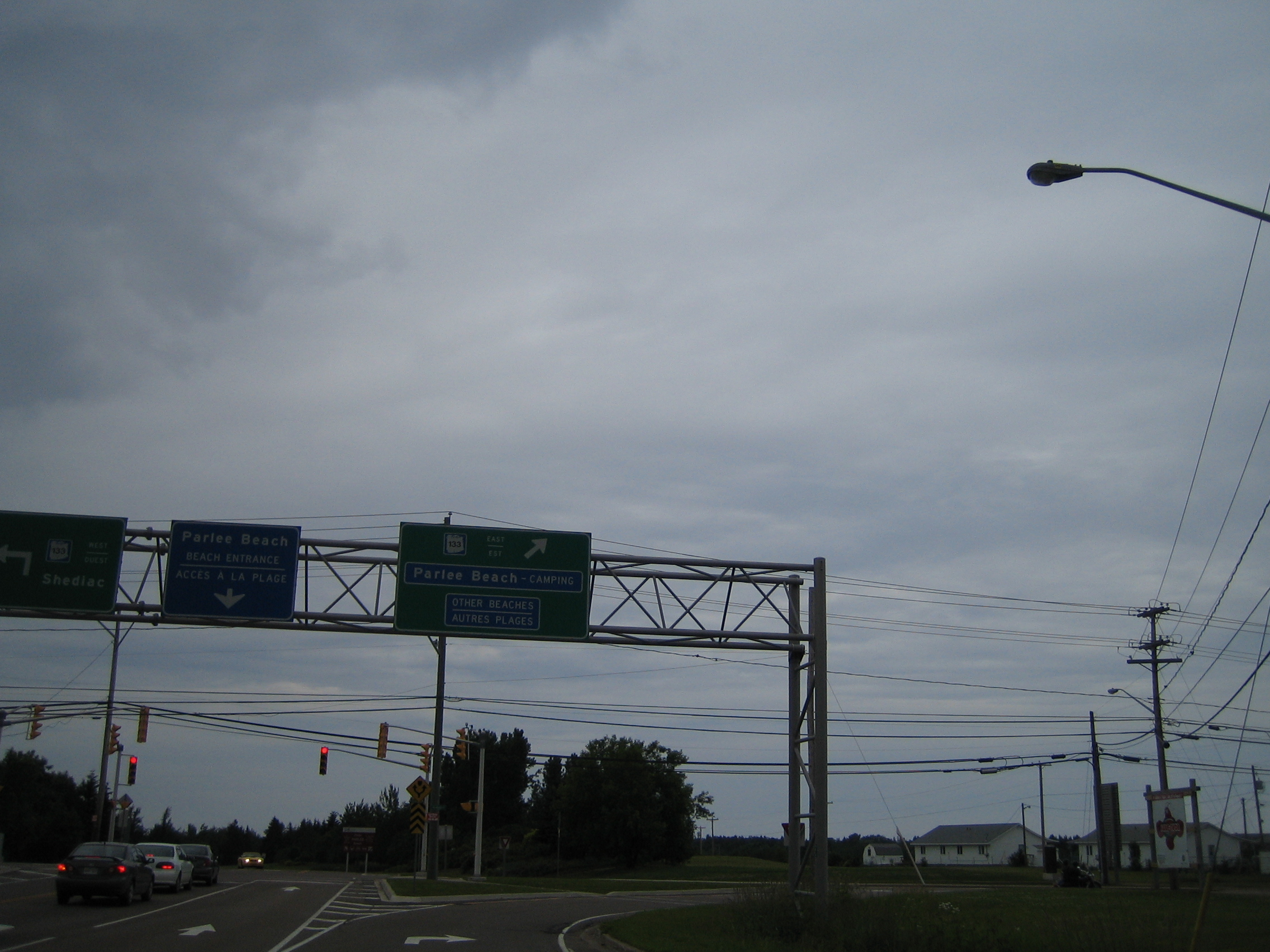
Le terminus nord de la route 140.

La route 140 est une route collectrice, reliant la route 15, la principale route de la région, à la route 133, la principale artère de Shédiac. Elle débute à la sortie 37 de la route 15, puis, elle se dirige vers le nord pour se terminer sur la route 133, à l'est du centre de Shédiac.

## Histoire
La route 140 fut numérotée ainsi en 1984, alors qu'elle était autrefois une route non numérotée. 

## Intersections majeures
| Comté       | Ville   | km   | Destinations                                                             | Notes                 |
| ----------- | ------- | ---- | ------------------------------------------------------------------------ | --------------------- |
| Westmorland | Shédiac | 0,00 | NB-15 vers NB-11 – Port Elgin, Île-du-Prince-Édouard, Miramichi, Moncton | Sortie 37 de la NB-15 |
| Westmorland | Shédiac | 2,30 | NB-133 – Shédiac, Parlee Beach (Camping)                                 |                       |
|             |         |      |                                                                          |                       |

1. ↑  MapArt 2008, p. 494.
2. ↑  La section Histoire est traduite de l'article anglophone New Brunswick Route 140